# Episodi di Cardfight!! Vanguard: Asia Circuit
Cardfight!! Vanguard: Asia Circuit (カードファイト!! ヴァンガード アジアサーキット編?, Kādofaito!! Vangādo Ajia sākito-hen) è stato trasmesso originalmente in Giappone dall'8 aprile 2012 al 2 gennaio 2013 su TV Tokyo per un totale di 39 episodi. La sigla d'apertura è Limit Break dei JAM Project mentre quelle di chiusura sono Jōnetsu-ism (情熱イズム?, Jōnetsu-izumu) di Rin (ep. 66-78), Fighting Growing Diary di Natsuko Aso (ep. 79-91), Entry! (エントリー！?, Entori!) delle Sea☆A (ep. 92-104). Nella versione inglese invece è presente una sola di sigla di chiusura, ovvero Way to Victory delle Sea☆A.

Il logo della serie

In Italia è andato in onda dal 29 maggio al 2 agosto 2018 su K2 ed è stato pubblicato online via streaming sul canale ufficiale di YouTube. Le sigle dell'edizione italiana sono una traduzione delle originali giapponesi. Le sigle italiane sono rispettivamente Limit Break cantata da Giorgio Vanni e Silvia Pinto (apertura) e Energia ardente di Giorgio Vanni (chiusura). Nella pubblicazione sul canale Vanguard Italia su YouTube è stata resa disponibile la versione completa di Limit Break. Inoltre in questa edizione, la sigla Limit Break a partire dall'episodio 86 in poi utilizza alcune delle strofe presenti solo nella versione completa. L'edizione italiana utilizza i master inglesi in cui, come unica sigla di chiusura, è stata inserita la canzone Way to Victory sulle immagini della ending 6 Jōnetsu-ism, a differenza della versione originale giapponese. Nell'episodio 104, ultimo della seconda serie, è stata adoperata una versione da 2 minuti di Limit Break con alcune parti della canzone completa su immagini montate appositamente.
Nella seconda stagione dell'anime, Aichi scoprirà che i clan di Paladino Reale, Kagero e Paladino Oscuro sono scomparsi misteriosamente dalla memoria di tutti. Mentre la squadra Q4 viaggia per l'Asia per partecipare al torneo VF Circuit, Aichi cercherà le risposte alle sue domande, scoprendo infine un potere oscuro che potrebbe minacciare il destino del mondo.

## Lista episodi
| Nº               | Giapponese 「Kanji」 - Rōmaji - Traduzione letterale | In onda           | In onda        |
| Nº               | Giapponese 「Kanji」 - Rōmaji - Traduzione letterale | Giapponese        | Italiano       |
| SP               | 「CARDFIGHT!! ヴァンガード 特別編 ～アイチの軌跡～」 - CARDFIGHT!! Vangādo tokubetsu-hen ~Aichi no kiseki~ – "CARDFIGHT!! Vanguard edizione speciale -Il miracolo di Aichi-" | 1º aprile 2012    | inedito        |
| Convocazione 66  | Paladino Dorato 「金色の騎士団」 - Gōrudo Paradin – "Paladino Dorato" | 8 aprile 2012     | 29 maggio 2018 |
| Convocazione 67  | Attivati! Limit Break! 「発動! リミットブレイク!!」 - Hatsudō! Rimitto Bureiku!! – "Attivati! Limit Break!!"                                                                 | 15 aprile 2012    | 30 maggio 2018 |
| Convocazione 68  | La squadra Q4 si riunisce 「チームQ4再び」 - Chīmu Q4 futatabi – "Squadra Q4 ancora una volta"                                                                               | 22 aprile 2012    | 31 maggio 2018 |
| Convocazione 69  | Una sfida da PSY 「PSYからの挑戦状」 - PSY kara no chōsen-jō – "Una sfida da PSY"                                                                                            | 29 aprile 2012    | 4 giugno 2018  |
| Convocazione 70  | Inizia il Vanguard Fight Circuit 「開幕! VFサーキット!!」 - Kaimaku! VF Sākitto!! – "Lasciatelo cominciare! Il VF Circuit!!"                                                 | 6 maggio 2012     | 5 giugno 2018  |
| Convocazione 71  | Arriva la squadra Ninja 「参上！チーム忍」 - Sanjō! Chīmu Shinobu – "Arriva! La squadra Ninja"                                                                               | 13 maggio 2012    | 6 giugno 2018  |
| Convocazione 72  | Il leone oltre il limite 「限界を超える獅子」 - Genkai o koeru shishi – "Il leone che supera il limite"                                                                      | 20 maggio 2012    | 7 giugno 2018  |
| Convocazione 73  | Battaglia contro gli indovini 「占いファイト!」 - Uranai Faito! – "Cartomante Cardfight!"                                                                                    | 27 maggio 2012    | 11 giugno 2018 |
| Convocazione 74  | Il dilemma della ragazza dei sogni 「女神を賭けて!」 - Megami o kakete! – "Il dilemma della ragazza sogno!"                                                                  | 3 giugno 2012     | 12 giugno 2018 |
| Convocazione 75  | L'orgoglio dell'élite 「エリートの誇り」 - Erīto no kokori – "Orgoglio dell'élite"                                                                                           | 10 giugno 2012    | 13 giugno 2018 |
| Convocazione 76  | L'arrivo del genio 「天才降臨」 - Tensai kōrin – "L'avvento di un genio" | 17 giugno 2012    | 14 giugno 2018 |
| Convocazione 77  | Scontro sulla montagna 「雪原の挑戦者」 - Setsugen no chōsen-sha – "Sfidante nei campi di neve"                                                                              | 24 giugno 2012    | 18 giugno 2018 |
| Convocazione 78  | La visita di Tetsu 「テツ現る」 - Tetsu genru – "Una visita da Tetsu" | 1º luglio 2012    | 19 giugno 2018 |
| Convocazione 79  | Emozioni a Seul 「熱狂的なのソウルステージ」 - Nekkyō-tekina no Souru Sutēji – "Eccitazione allo stadio di Seul"                                                             | 8 luglio 2012     | 20 giugno 2018 |
| Convocazione 80  | Un fantastico nuovo membro 「驚愕の新メンバー」 - Kyōgaku no shin Menbā – "Il nuovo sorprendente membro"                                                                     | 15 luglio 2012    | 21 giugno 2018 |
| Convocazione 81  | La rivincita dei Cavalieri 「騎士たちの再戦」 - Kishitachi no saisen – "La rivincita dei Cavalieri"                                                                          | 22 luglio 2012    | 25 giugno 2018 |
| Convocazione 82  | La sfida di un eroe 「英雄の挑戦」 - Eiyū no chōsen – "La sfida di un eroe"                                                                                                  | 29 luglio 2012    | 26 giugno 2018 |
| Convocazione 83  | Un combattente leggendario 「伝説のファイター」 - Densetsu no Faitā – "Il combattente leggendario"                                                                           | 5 agosto 2012     | 27 giugno 2018 |
| Convocazione 84  | Invito a un'eterna estate 「遠夏 への招待状」 - Tō natsu e no jōtaijō – "Un invito all'estate eterna"                                                                        | 12 agosto 2012    | 28 giugno 2018 |
| Convocazione 85  | Le nostre estati 「それぞれの夏」 - Sorezore no natsu – "Le nostre rispettive estati"                                                                                        | 19 agosto 2012    | 2 luglio 2018  |
| Convocazione 86  | Handsome Fight! Koutei contro Gouki 「男前ファイト! 光定ＶＳゴウキ」 - Otokomae Faito! Kōtei contro Gōki – "Bella battaglia! Kōtei contro Gōki"                              | 26 agosto 2012    | 3 luglio 2018  |
| Convocazione 87  | Benvenuti a Hong Kong! 「燃えよ! 香港ステージ」 - Moeyo! Hon Kon Sutēji – "Passione! Lo stadio di Hong Kong"                                                                 | 2 settembre 2012  | 4 luglio 2018  |
| Convocazione 88  | La potenza del Tag Fight 「最強! タッグファイト」 - Saikyō! Taggu Faito – "La potenza della lotta in tag!"                                                                   | 9 settembre 2012  | 5 luglio 2018  |
| Convocazione 89  | Una comitiva di erbacce 「The•草•魂!!」 - Zassō tamashī!! – "Le erbacce incombenti!!"                                                                                        | 16 settembre 2012 | 9 luglio 2018  |
| Convocazione 90  | Tutti in coperta! La flotta leggendaria 「出撃! 伝説の艦隊」 - Shutsugeki! Densetsu no kantai – "Tutte le mani sul deck! La flotta leggendaria"                              | 23 settembre 2012 | 10 luglio 2018 |
| Convocazione 91  | Maelstrom, Drago Blu Tempesta 「蒼嵐竜 メイルストローム」 - Sōran Ryū Meirusutorōmu – "Drago Tempesta Blu, Maelstrom"                                                        | 30 settembre 2012 | 11 luglio 2018 |
| Convocazione 92  | Squadra Q4 contro le Ultra Rare 「Q4 VS ウルトラレア」 - Q4 VS Uruto Rarea – "Q4 contro Ultra Rare"                                                                          | 7 ottobre 2012    | 12 luglio 2018 |
| Convocazione 93  | La danza degli angeli 「天使たちの舞い」 - Tenshi-tachi no mai – "La danza degli angeli"                                                                                     | 14 ottobre 2012   | 16 luglio 2018 |
| Convocazione 94  | Una riunione tra vincenti 「集いし勝者たち」 - Tsudoishi shōsha-tachi – "Una riunione di vincitori"                                                                          | 21 ottobre 2012   | 17 luglio 2018 |
| Convocazione 95  | Tutti riuniti! La tappa giapponese! 「集結! 日本ステージ」 - Jūketsu! Nihon Sutēji – "Adunata! Lo stadio del Giappone"                                                       | 28 ottobre 2012   | 18 luglio 2018 |
| Convocazione 96  | Sfida decisiva! Lotta nuziale 「決戦! ブライダルファイト」 - Kessen! Buraidaru Faito – "Battaglia decisiva! Lotta nuziale"                                                   | 4 novembre 2012   | 19 luglio 2018 |
| Convocazione 97  | La sfida del re 「王からの挑戦状」 - Ō kara no chōsen-jō – "La sfida del re"                                                                                                 | 11 novembre 2012  | 23 luglio 2018 |
| Convocazione 98  | Un nuovo splendore 「新たなる輝き!」 - Aratanaru kagayaki! – "Un nuovo splendore!"                                                                                           | 18 novembre 2012  | 24 luglio 2018 |
| Convocazione 99  | La verità del vento 「風の真実」 - Kaze no shinjitsu – "La verità del vento"                                                                                                 | 25 novembre 2012  | 25 luglio 2018 |
| Convocazione 100 | Leone incandescente 「光輝の獅子」 - Kōki no shishi – "Il leone ardente" | 2 dicembre 2012   | 26 luglio 2018 |
| Convocazione 101 | Leon Soryu 「蒼龍レオン」 - Sōryū Reon – "Leon Sōryū" | 9 dicembre 2012   | 30 luglio 2018 |
| Convocazione 102 | La sentenza del vento 「風の審判」 - Kaze no shinpan – "Il giudizio del vento"                                                                                               | 16 dicembre 2012  | 31 luglio 2018 |
| Convocazione 103 | La luce e il nulla 「光と虚無」 - Hikari to kyomu – "Luce e nulla" | 23 dicembre 2012  | 1º agosto 2018 |
| Convocazione 104 | Dove soffia il vento 「風のゆくえ」 - Kaze no yukue – "Dove soffia il vento"                                                                                                 | 2 gennaio 2013    | 2 agosto 2018  |

## Home video

### Giappone
Gli episodi di Cardfight!! Vanguard: Asia Circuit sono stati pubblicati per il mercato home video nipponico in edizione DVD dal 15 agosto 2012 al 15 maggio 2013.
| N° | Data              | Episodi | Fonte  |
| -- | ----------------- | ------- | ------ |
| 1  | 15 agosto 2012    | 66-69   | [ 11 ] |
| 2  | 19 settembre 2012 | 70-73   | [ 11 ] |
| 3  | 17 ottobre 2012   | 74-77   | [ 11 ] |
| 4  | 21 novembre 2012  | 78-81   | [ 11 ] |
| 5  | 19 dicembre 2012  | 82-85   | [ 11 ] |
| 6  | 16 gennaio 2013   | 86-89   | [ 11 ] |
| 7  | 20 febbraio 2013  | 90-93   | [ 11 ] |
| 8  | 20 marzo 2013     | 94-97   | [ 11 ] |
| 9  | 17 aprile 2013    | 98-101  | [ 11 ] |
| 10 | 15 maggio 2013    | 102-104 | [ 11 ] |